# Charles Goodyear
Charles Goodyear (New Haven, 29 de dezembro de 1800 – Nova Iorque, 1 de julho de 1860) foi um inventor estadunidense, conhecido por ter descoberto a vulcanização da borracha. 
A pedido do gerente da Roxbury Rubber Company, de Boston, começou a estudar a forma de a borracha resistir a variações de temperatura. Após várias tentativas sem sucesso, conseguiu, utilizando um método em que misturava enxofre com borracha e colocava em alta temperatura, obtendo borracha vulcanizada. Em 1855, recebeu a Grande Médaille d'Honneur e a Croix de la Légion d'Honneur.
Está sepultado no Grove Street Cemetery.

## Aperfeiçoamento e a patente da vulcanização
De 1834 a 1839, Goodyear trabalhou em qualquer lugar em que pudesse encontrar investidores e muitas vezes mudou-se para locais, principalmente em Nova York, Massachusetts, Filadélfia e Connecticut. Em 1839, Goodyear estava na Eagle India Rubber Company em Woburn, Massachusetts, onde acidentalmente descobriu que a combinação de borracha e enxofre em um fogão quente fazia com que a borracha vulcanizasse. Para isso, Goodyear e Nathaniel Hayward receberam a patente dos EUA número 1 090 em 24 de fevereiro do mesmo ano.
A fábrica era administrada em grande parte por Nelson e seus irmãos. O cunhado de Charles Goodyear, o Sr. De Forest, um rico fabricante de lã também se envolveu. O trabalho de tornar a invenção prática foi continuado. Em 1844, o processo foi suficientemente aperfeiçoado e a Goodyear recebeu a patente americana número 3 633, que menciona Nova York, mas não Springfield. Também em 1844, o irmão de Goodyear, Henry, introduziu a mistura mecânica da mistura no lugar do uso de solventes. Goodyear vendeu algumas dessas patentes para Hiram Hutchinson, que fundou Hutchinson, uma empresa de borracha na França em 1853.

## Processos judiciais sobre vulcanização
No ano de 1852, Goodyear foi para a Europa, uma viagem que havia muito planejado, e viu Thomas Hancock, então empregado pela Charles Macintosh & Company. Hancock alegou ter inventado a vulcanização de forma independente e recebeu uma patente britânica, iniciada em 1843, mas finalizada em 1844. Em 1855, na última das três disputas de patentes com seu colega pioneiro da borracha britânico, Stephen Moulton, A patente de Hancock foi contestada com a alegação de que Hancock copiou Goodyear. Goodyear compareceu ao julgamento. Se Hancock perdesse, Goodyear poderia ter seu próprio pedido de patente britânica concedido, permitindo-lhe reivindicar royalties de Hancock e Moulton. Ambos haviam examinado a borracha vulcanizada de Goodyear em 1842, mas vários químicos testemunharam que não seria possível determinar como ela era feita estudando-a. Hancock prevaleceu.

Apesar de seu infortúnio com as patentes, Goodyear escreveu: “Ao refletir sobre o passado, no que se refere a esses ramos da indústria, o escritor não está disposto a se queixar e dizer que plantou e outros colheram os frutos. As vantagens de uma carreira na vida não devem ser estimadas exclusivamente pelo padrão de dólares e centavos, como muitas vezes é feito. O homem tem motivos justos para se arrepender quando semeia e ninguém colhe".